# Roger Ikor
Roger Ikor fue un escritor francés, nacido el 28 de mayo de 1912 en París y fallecido en 1986, ganador del premio Goncourt en 1955 con la novela Les eaux mêlées, primera parte de un díptico llamado Les fils d'Avrom (Los hijos de Avrom).

## Biografía
De origen judío, fue alumno y profesor de letras en el liceo Condorcet y en el liceo Pasteur de Neuilly-sur-Seine, en el área metropolitana de París. En junio de 1940, fue hecho prisionero de guerra y enviado a la Pomerania. Fue condiscípulo de Georges Pompidou en clases preparatorias literarias.
Marcado por las muerte de su hijo, que se suicidó después de haberse adherido a la macrobiótica, inició una lucha que duró hasta el fin de sus días contra el fenómeno de las sectas, y fundó para ello el Centro contra las manipulaciones mentales (Centre contre les manipulations mentales).
Su estilo épico le sirvió para narrar acontecimientos como L'insurrection ouvrière de juin 1848 (La insurrección obrera de 1848), 1936; la historia de Saint-Just, 1937, o la epopeya israelita Les Grands Moyens, 1952.
Les Eaux mêlées, premio Goncourt de 1955, forma con La greffe du printemps, un díptico titulado Les fils d'Avrom, la historia de una familia judía instalada en Francia y unida por sangre con una familia francesa no judía. A lo largo de tres generaciones, la narración desarrolla el modo en que la familia es acogida por su nueva patria.

## Obra
- L'Insurrection ouvrière de juin 1848 ou la Première Commune, 1936
- Saint-Just, 1937
- À travers nos déserts, 1951
- Les Grands Moyens, 1952
- La Greffe de printemps, 1955
- Les Eaux mêlées, 1955. Premio Goncourt, 1955. Esta novela se desarrolla en el entorno de La Frette-sur-Seine y Herblay, en el seno de una comuna bautizada Virelay. En 1969, Les Eaux mêlées fueron adaptadas a la televisión por Jean Kerchbron. Varias escenas fueron rodadas en La Frette-sur-Seine. En castellano, Los hijos de Avrom, en Premios Goncourt de novela, Plaza y Janés, 1957-1981.
- Mise au net (Pour une révolution de la discrétion), 1957.
- Ciel ouvert, 1959
- Le Semeur de vent, 1960
- Les Murmures de la guerre, Albin Michel, 1961
- La Pluie sur la mer, 1962
- La Ceinture de ciel, 1964
- Gloucq ou la toison d'Or, 1965
- Les Poulains, 1966
- Le Tourniquet des innocents, Albin Michel, 1972. Esta novela se desarrolla en el liceo Condorcet, llamado lycée Montesquieu, aunque es reconocible.
- Je porte plainte, Albin Michel, 1981
- Les Sectes, un mal de civilisation, Albin Michel, 1983
- O soldats de quarante !..., Albin Michel, 1986
- Les Fleurs du soir", Albin Michel 1985